# Superstrat
Superstrat (af latinsk super- og stratum ≈ overlag) er et sprogvidenskabelig betegnelse for et sprog, der i større udstrækning har vundet indpas på et andet sprogs geografiske område uden dog at fortrænge eller udskifte dette. Det franske sprog er for eksempel påvirket af et germansk superstrat. Germanske dialekter har altså efterladt sproglige træk i det franske. Superstrat står i modsætning til substrat.